# Bisdom Radom

Bisdommen in Polen
8. Aartsbisdom Częstochowa
9. Bisdom Radom
10. Bisdom Sosnowiec

Het bisdom Radom (Latijn: Dioecesis Radomensis, Pools: Diecezja Radomska) is een in Polen gelegen rooms-katholiek bisdom met zetel in de stad Radom. Het bisdom behoort tot de kerkprovincie Częstochowa, en is samen met het bisdom Sosnowiec suffragaan aan het aartsbisdom Częstochowa.

## Geschiedenis
- 25 maart 1992: Opgericht als bisdom Radom uit delen van het bisdom Sandomierz-Radom.

## Bisschoppen van Radom
- 1992–1999 Edward Henryk Materski
- 1999-2001 Jan Chrapek
- 2002-2009 Zygmunt Zimowski
- 2009-heden Henryk Tomasik

### Hulpbisschoppen in Radom
- 1992-2012 Stefan Siczek
- 1992-heden Adam Odzimek

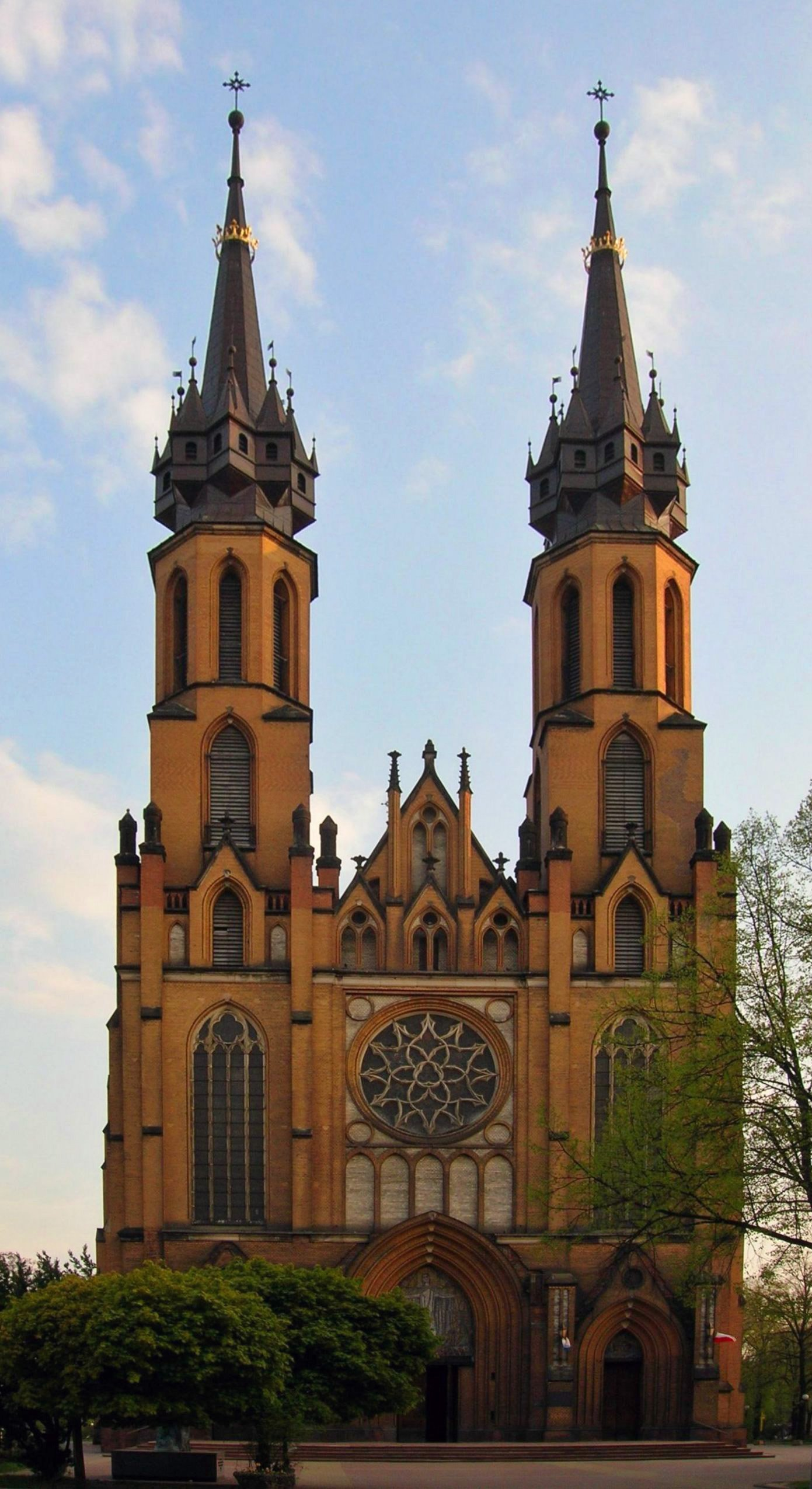
Kathedraal van Radom
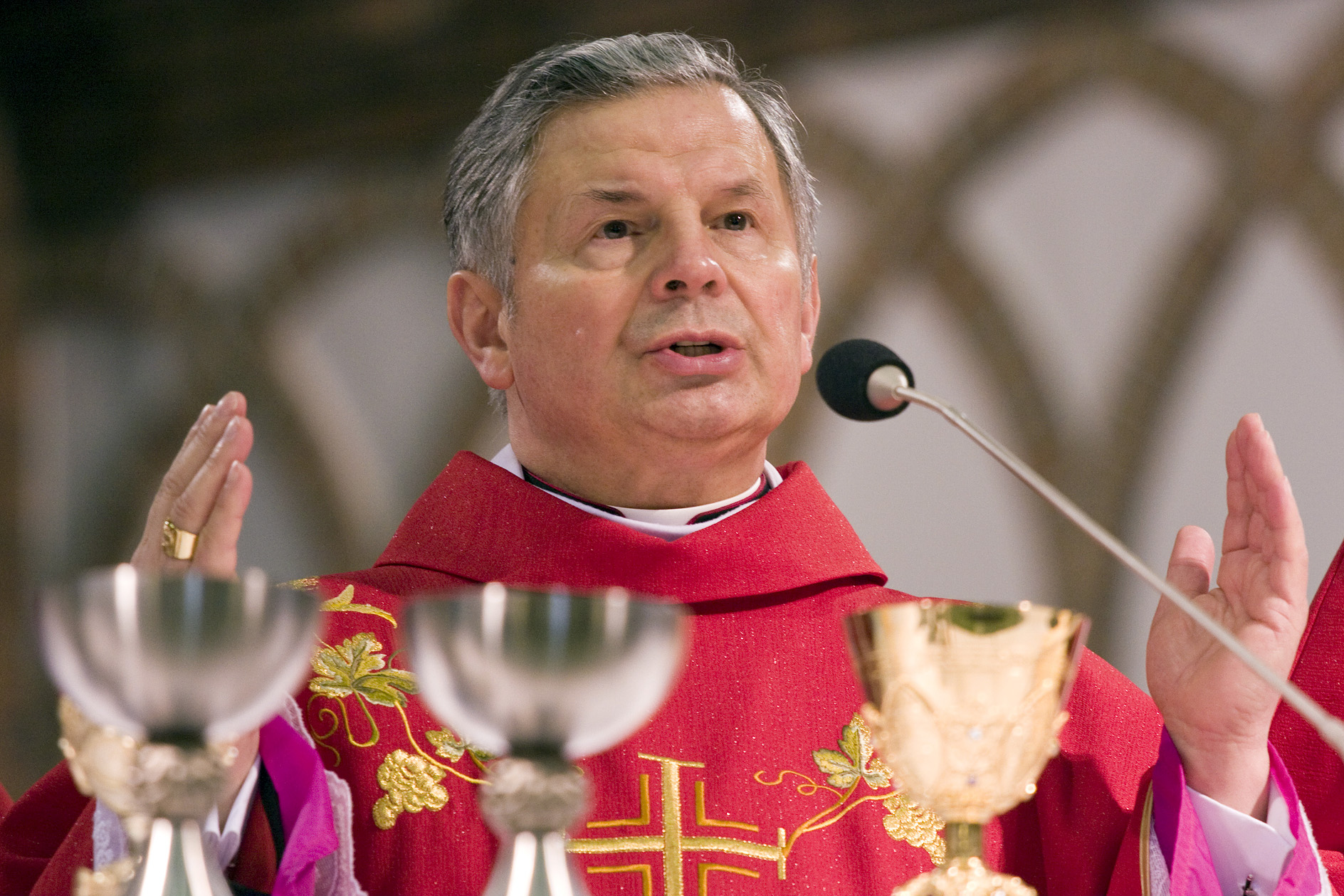
Bisschop Henryk Tomasik